# Huarpe
Huarpe (Warpe), skupina plemena argentinski Indijanaca porodice Huarpean koji su živjeli u vrijeme dolaska Španjolaca u geograsko-povijesnoj regiji Cuyo na teritoriju današnje provincije Mendoza, San Luis i San Juan. Njihovo područje na zapadu je graničilo s Andama, na sjeveru s Diaguitima i na istoku s Comechingónima i pampama. Deportacijom u Čile kao industrijskih radnika dovela je do njihovog iščeznuća tijekom 18. stoljeća.

## Život i običaji
Huarpean plemena bila su miroljubivi sjediački narod koji se bavio agrikulturim, lovom (nandu i gvanako, jeleni i vodene ptice), ribolovom po rijekama i jezerima i sakupljanjem, napose algarrobe i drugog bilja kojim su nadopunjavali prihode od obrade tla. Naselja Huarpeana nalazila su se uvijek uz obale rijeka ili jezera, ili tamo gdje je bila moguća irigacija. Irigacioni kanali postojali su u provincija Mendoza). Svako naselje imalo je poglavicu. Obitelj se sastojala od muškarca i njegove žene ili žena i djece. Poznavali su sororat i levirat. Vrhovno božanstvo Huarpea je Hunuc Huar, a obožavali su i sunce, mjesec, jutarnju zvijezdu, rijeke i brda. Populacija nikada nije bila velika. 

### Nastambe
Nastambe su postojale različite, ovisno o tlu. Uz rijeke i jezera, bile su polupodzemne, ukopane u tlo, dok su brdovitim krajevima bile od kamena, građene na suho bez maltera, i na ravnicama kolibe od drvenog kostura sa zidovima od trske, ponekad obljepljene blatom, a poznate su kao quincha.

### Nošnja
Odjeća se sastojala od dugih košulja bez rukava ili s kratkim rukavima, uobičajene na Andama, i poznate u španjolskom jeziku kao camiseta. I muškarci i žene nosili su svoje kose duge. Žene su svoja lica bojala zelenom bojom, a od ukrasa nosile su ogrlice od različitog materijala, kao što su školjke. Pernati ukrasi bili su uobičajeni, a naročito u vrijeme festivala.

### Manufaktura
U Huarpe kulturi dosta se osječa utjecaj Anda (tekstil i balsa-plovila). Arheološki ostaci manufakturnih proizvoda dosta su oskudni. Tkanje su izgleda poznavali ali o tehnici tkanja, i dali su se tim poslom bavili muškarci ili žene, nije poznato.  Keramika im je dobre kvalitete, i ne svodi se samo na svakodnevnu lončariju nego i dekorirano posuđe s crnim i crvenim dizajnima. Poznavali su i tip keramike oblika širokok bubnja, poznat kao kettledrum (timbal). Košaraštvo im je bilo na visini, i u njemu su bili majstori. Od oružja su izrađivali lukove i strijele. Lukovi su po povijesnim dokumentima bili dugi oko 165 centimetara (pet stopa i 4 inča), ali mu izgled nije poznat. U regiji gdje su živjeli pronađen i su brojni kameni vršci njihovih strijela

### Transport
Od transportnih sredstava zabilježeno je da su imali naprtnjače za nošenje djece, ali njihov oblik nije poznat. Rijekama i jezerima putovalo se u balsama, plovilima tipičnim na jezeru Titicaca kod Uru Indijanaca, i napravljene od totora-trske.

### Socijalna i politička organizacija
O socijalnoj organizaciji malo je poznato. Obitelj se sastoji od muža i njegove jedne ili više žena koje stjeće otkupom ali i leviratom koji je dozvoljavan. dređen broj obitelji činio je grupu pod jednim poglavicom,m a svaka je grupa imala vlastita polja kukuruza (maizale) koja si se navodnjavala, ali i nenavodnjavanja polja pod algarrobom, nazivana algarrobales.

## Lokalne skupine i jezik
Njihove tri skupine poznate su kao Millcayac u Mendozi, Allentiac u San Juanu i Huarpes Puntanos u provinciji San Luis.
Svaka skupina govorila je vlastitim dijalektom, a slično su, navodi se, govorili i stari Pehuenche iz Neuquéna kao i Puelche de Cuyo. Jezik allentiac ili Huarpe klasificiran je u samostalnu poorodicu huarpean, a Chamberlain je po njemu prozvao porodicu allentiacan. Izumro je u 18 stoljeću.
Brinton (1891) jezik huarpe povezuje s jezicima puelche i araucanian, u njegovu porodicu aucanian. Canals Frau (1944) širi ovu porodicu na još širu Huarpe-Comechingón, tvrdeći da su im srodni comechingón jezici. U nju je tako uključio 1) allentiac ili huarpe iz San Juana; 2) Millcayac ili huarpe iz Mendoze (Mendocina); 3) puntano huarpe; 4) puelche iz Cuya; 5) stari pehuenche; 6) južni comechingón: jezik camiare; 7) sjeverni comechingón: jezik henia; 8) možda olongasta; pleme iz juže Rioje.
Pericot y García (1936) za podgrupe ili dijalekte navodi imena: Zoquillam, Tunuyam, Chiquillan, Morcoyam, Diamantino (Oyco), Mentuayn, Chom, Titiyam, Otoyam i Cucyam

## Fizički izgled
Fizičkim tipom Huarpe su se prema ranim izvještajima i nekimn arheološkim nalazima dosta razlikovali od susjednih plemena. Bili su visoki i vitkiji, dolihokefalni, tamnije puti i znatno dlakaviji po licu, rasli su im brade i brkove koje su puštali.

## Vanjske poveznice
- Huarpes  Arhivirana inačica izvorne stranice od 22. ožujka 2009. (Wayback Machine)
- Huarpes